# 임마누엘 벨리코프스키
임마누엘 벨리코프스키(Immanuel Velikovsky, 1895년 6월 10일 – 1979년 11월 17일)는 러시아계 미국인 정신분석학자, 작가, 격변설 학자이다. 그는 1950년에 출판된 미국 베스트셀러 충돌하는 세계를 포함하여 유사역사학적 해석을 제시하는 고대사에 관한 여러 권의 책을 썼다. 벨리코프스키의 연구는 유사과학의 정형적인 예시로 자주 언급되며 구획문제의 예시로 사용되기도 한다.
그의 저서는 비교신화학과 고대 문헌 자료(구약성경 포함)를 사용하여 지구는 고대 역사에서 다른 행성들(주로 금성과 화성)과의 격변적인 근접 접촉을 겪었다고 주장한다. 한스 벨라미, 이그나티우스 도널리, 그리고 요한 고틀리프 라들로프를 포함한 격변설 학자들 사이에 벨리코프스키를 위치시키면서, 영국 천문학자 빅토르 클루베와 빌 네이피어는 "... 벨리코프스키는 새로운 격변설 학자들의 첫 번째 인물이 아니라... 중세 시대로, 그리고 아마 그 이전부터 거슬러 올라가는 전통적인 격변설 학자들의 마지막 인물이다."라고 언급했다. 벨리코프스키는 전자기 효과가 천체역학에서 중요한 역할을 한다고 주장했다. 그는 또한 고대 이집트, 고대 그리스, 에레츠 이스라엘, 그리고 고대 근동의 다른 문화들에 대한 수정된 연대기를 제안했다. 이 수정된 연대기는 동부 지중해의 소위 "암흑기"( 1100c.–기원전 750년)를 설명하고 성경적 기록과 주류 고고학, 이집트사 연대학을 조화시키려는 목적을 가졌다.
일반적으로 벨리코프스키의 이론은 학계에서 무시되거나 강력하게 거부되었다. 그럼에도 불구하고, 그의 책들은 종종 잘 팔렸고 일반 대중 사이에서 열광적인 지지를 얻었는데, 이는 종종 정통 학계에 의한 벨리코프스키에 대한 불공정한 대우 주장에 의해 촉발되었다. 그의 연구와 그 수용을 둘러싼 논란은 종종 "벨리코프스키 사건"이라고 불린다.

## 유년기와 초기 교육
임마누엘 벨리코프스키는 1895년 러시아 제국 비쳅스크(현재 벨라루스)의 부유한 유대인 가정에서 태어났다. 시몬 벨리코프스키(1859-1937)와 베일라 그로덴스키의 아들인 그는 어린 시절 여러 언어를 배웠고, 모스크바의 메드베드니코프 김나지움으로 유학을 가서 러시아어와 수학에서 뛰어난 성적을 보였다. 그는 1913년에 금메달을 받고 졸업했다. 벨리코프스키는 이후 유럽을 여행하고 팔레스타인을 방문했으며, 프랑스 몽펠리에에서 잠시 의학을 공부하고 에든버러 대학교에서 의예과 과정을 수강했다. 그는 제1차 세계 대전 발발 전에 러시아로 돌아와 모스크바 대학교에 등록하여 1921년에 의학 학위를 받았다.

## 편집 작업과 결혼
의학 학위를 취득한 후, 벨리코프스키는 러시아를 떠나 베를린으로 갔다. 아버지의 재정적 지원으로 벨리코프스키는 히브리어로 번역된 두 권의 과학 논문을 편집하고 출판했다. 이 책들은 "예루살렘 대학교 및 도서관 논문집"(Scripta Universitatis Atque Bibliothecae Hierosolymitanarum)이라는 제목이었다. 그는 알베르트 아인슈타인을 설득하여 수학 및 물리학 관련 책을 준비하게 했다.
1923년 벨리코프스키는 바이올리니스트이자 나중에 조각가가 된 엘리셰바 크라머와 결혼했다.

## 정신건강의학자로서의 경력
벨리코프스키는 1924년부터 1939년까지 당시 영국 위임통치령 팔레스타인에서 살았으며, 빈에서 지그문트 프로이트의 제자인 빌헬름 슈테켈 밑에서 공부했던 일반 진료, 정신건강의학, 정신분석학 분야의 의료 활동을 했다. 이 기간 동안 그는 의학 및 정신분석학 저널에 약 12편의 논문을 게재했다. 그는 또한 프로이트의 저널 《임마고》에도 글을 발표했는데, 여기에는 프로이트 자신의 꿈에 대한 조숙한 분석도 포함되어 있었다.

## 미국 이주와 작가 경력
1939년, 전쟁 발발이 임박하자 벨리코프스키는 그의 책 오이디푸스와 아크나톤 연구를 위해 안식년을 보낼 목적으로 가족과 함께 뉴욕시로 떠났다. 이 책은 프로이트의 《모세와 유일신교》에서 영감을 받아 파라오 아크나톤이 전설적인 오이디푸스였을 가능성을 탐구했다. 프로이트는 소위 일신론적인 이집트 파라오 아크나톤이 모세가 사막에서 이스라엘 백성에게 가르친 종교적 원리의 근원이라고 주장했다. 프로이트의 주장(그리고 그 이전 사람들의 주장)은 부분적으로 성경의 시편 104편이 아크나톤의 도시인 아케트아텐에서 아크나톤의 신하 아이의 무덤 벽에서 발견된 이집트 찬송가인 태양찬가와 유사하다는 점에 근거했다. 프로이트의 주장을 반증하고 출애굽 사건을 입증하기 위해 벨리코프스키는 이집트 문서에서 출애굽에 대한 증거를 찾았다. 그러한 문서 중 하나는 이푸웨르 파피루스였는데, 그는 이것이 성경의 10가지 재앙 중 몇 가지와 유사한 사건들을 보고한다고 느꼈다. 전통적인 이집트학은 이푸웨르 파피루스를 성경의 출애굽 연대(기원전  1500c.–1450년)나 많은 사람들이 받아들이는 이집트의 전통적인 연대기(기원전  1250 BCEc.)보다 훨씬 이전으로 dating했기 때문에, 벨리코프스키는 전통적인 연대기를 수정해야 했다.
미국에 도착한 지 몇 주 만에 제2차 세계 대전이 발발했다. 벨리코프스키는 원래의 책 프로젝트에서 벗어나, 그를 악명 높게 만든 급진적인 격변론적 우주론과 수정된 연대기 이론을 개발하기 시작했다. 제2차 세계 대전이 끝날 때까지 뉴욕시의 영구 거주자로서 그는 자신의 사상을 계속 연구하고 집필하며, 학계와 대중에게 이를 전파할 방법을 모색했다. 그는 1945년에 자신의 이론을 요약한 두 권의 작은 스크립타 아카데미카(Scripta Academica) 팜플렛(고대사 재건을 위한 논제 및 중력 없는 우주)을 개인적으로 출판했다. 그는 1947년에 후자 책의 사본을 하버드 천문학자 할로 섀플리를 포함한 학술 도서관과 과학자들에게 보냈다.
1950년, 8개의 출판사가 《충돌하는 세계》 원고를 거절한 후, 마침내 학술 교재 시장에서 큰 영향력을 가진 맥밀런 출판사에 의해 출판되었다. 출판되기 전부터 이 책은 《하퍼스 매거진》과 《리더스 다이제스트》가 창조론적인 관점에서 매우 긍정적인 특집 기사를 게재하면서 격렬한 논쟁에 휩싸였다. 이는 섀플리의 주목을 끌었는데, 그는 벨리코프스키가 자신에게 주었던 팜플렛을 통해 벨리코프스키의 주장을 접했기 때문에 이 책의 출판에 반대했다. 섀플리는 《충돌하는 세계》 출판에 대해 맥밀런의 교재 보이콧을 조직하겠다고 위협했고, 두 달 안에 이 책은 더블데이로 넘어갔다. 그때까지 이 책은 미국에서 베스트셀러였다. 1952년 더블데이는 벨리코프스키의 수정된 연대기 중 첫 번째 부분인 《혼돈의 시대》를 출판했고, 이어서 1955년에 《격변하는 지구》(지질학 서적)를 출판했다. 1952년 11월, 벨리코프스키는 맨해튼에서 프린스턴 (뉴저지주)로 이주했다.
1950년대 대부분과 1960년대 초반에 벨리코프스키는 대학 캠퍼스에서 페르소나 논 그라타였다. 이 시기 이후 그는 강연 요청을 더 많이 받기 시작했다. 그는 북아메리카 전역의 대학에서 자주 기록적인 인파 앞에서 강연을 했다. 1972년 캐나다 방송 협회는 벨리코프스키와 그의 작품을 다룬 1시간짜리 TV 스페셜을 방영했고, 이어서 1973년 영국방송공사가 30분짜리 다큐멘터리를 제작했다.
1970년대 남은 기간 동안 벨리코프스키는 학계 비평가들에게 반박하는 데 많은 시간과 에너지를 할애했고, 자신의 아이디어를 강연하기 위해 북미와 유럽을 계속 순회했다. 그 무렵 노년의 벨리코프스키는 당뇨병과 간헐적인 우울증을 앓고 있었는데, 그의 딸은 학계의 지속적인 그의 연구 거부가 이를 악화시켰을 수 있다고 말했다. 그는 1979년에 사망했다.

## 사후 문학 유산 관리
수년 동안 벨리코프스키의 유산은 그의 두 딸인 슐라미트 벨리코프스키 코간(1925년생)과 루스 루하마 벨리코프스키 샤론(1926년생)이 관리했으며, 그들은 일반적으로 추가 자료의 출판을 거부했다. (예외로는 1995년에 출판되어 다소 의심스러운 평가를 받은 전기 《ABA – 영광과 고통: 임마누엘 벨리코프스키 박사의 삶》이 있으며, 그리고 이스라엘에서 출판된 또 다른 《혼돈의 시대》 책인 《그리스 암흑기》의 히브리어 번역본이 있다.) 벨리코프스키와 알베르트 아인슈타인의 논의와 서신집은 그의 딸 슐라미트 벨리코프스키 코간이 번역하고 편집하여 이스라엘에서 히브리어로 출판되었다. 1990년대 후반에 벨리코프스키의 미출판 서적 원고, 에세이, 서신 중 상당 부분이 벨리코프스키 아카이브 웹사이트에서 이용 가능해졌다. 2005년, 벨리코프스키의 딸 루스 샤론은 그의 전체 아카이브를 프린스턴 대학교 도서관에 기증했다.

## 아이디어
1920년대와 1930년대에 벨리코프스키는 자신의 개념을 의학 및 정신분석학 저널에 발표했다. 그러나 그는 뉴욕시에서 살았던 1940년대에 수행한 연구로 가장 잘 알려져 있다. 이 분야에서의 그의 주요 아이디어는 1942년 11월의 진술서와 두 권의 개인적으로 출판된 스크립타 아카데미카(Scripta Academica) 팸플릿, 고대사 재건을 위한 논제(1945)와 중력 없는 우주(1946)에 요약되어 있다.
벨리코프스키는 한 분야의 잠재적 결함 때문에 자신의 아이디어가 통째로 기각되는 것을 피하기 위해, 자신의 고대사 제안과 물리 과학에 더 관련된 분야를 각각 다루는 책 시리즈로 대중을 대상으로 출판하기로 결정했다. 벨리코프스키는 열렬한 시온주의자였으며, 이는 그의 연구의 초점을 맞추는 데 영향을 미쳤지만, 그 범위는 이보다 훨씬 광범위했다. 그의 전체 연구는 다음과 같은 문제를 해결하려는 시도에서 비롯되었다고 말할 수 있다: 벨리코프스키에게는 성경 역사와 특히 이집트 지역 역사에 대해 알려진 기록 또는 고고학적 기록 간의 상관관계가 불충분해 보였다.
벨리코프스키는 문헌 기록에서 사건의 공통 언급을 찾았고, 이푸웨르 파피루스에서 10가지 재앙에 대한 동시대 이집트 기록을 발견했다고 믿었다. 더욱이 그는 두 기록 모두를 거대한 자연 재앙에 대한 묘사로 해석했다. 벨리코프스키는 이러한 사건들의 물리적 원인을 조사하려고 시도했으며, 이 시점으로부터 역사를 거꾸로 또는 앞으로 외삽하여, 모든 유인 대륙의 문화에서 나온 기록 및 신화적 기록을 상호 비교하여 역사적 기록들의 동기화를 시도했고, 이를 통해 그는 주기적으로 지구적인 규모의 자연 재앙이 발생했다고 믿었다.
그는 급진적인 학제간 아이디어들을 내놓았는데, 다음과 같이 요약할 수 있다.
- 지구는 인류의 기록된 역사 이전과 그 동안에 전 지구적 규모의 자연 재앙을 겪었다.
- 이러한 재앙에 대한 증거는 지질학적 기록(여기서 벨리코프스키는 현재 통용되는 동일과정설 개념에 반대하여 격변설 개념을 옹호했다)과 고고학적 기록에 있다. 많은 종의 멸종은 점진적인 다윈식 방법이 아니라 격변적으로 발생했다.
- 인류의 기억 속에 일어났던 재앙들은 모든 고대 문화와 문명의 신화, 전설, 기록된 역사에 기록되어 있다. 벨리코프스키는 많은 문화의 기록에서 일치하는 점들을 지적하고, 그것들이 동일한 실제 사건들을 언급한다고 제안했다. 예를 들어, 홍수에 대한 기억은 히브리어 성경, 그리스의 데우칼리온 전설, 인도의 마누 전설에 기록되어 있다. 벨리코프스키는 이러한 문자 기록들이 단순한 신화와 전설로 여겨지게 된 메커니즘으로 "문화적 기억 상실"이라는 정신분석학적 아이디어를 제시했다.
- 이러한 자연 재앙의 원인은 지구와 태양계 내의 다른 천체들, 특히 현재의 토성, 목성, 금성, 화성 사이의 근접 조우였으며, 이 천체들은 인류의 기억 속에 다른 궤도를 따라 움직였다.
- 태양계 구성의 이러한 변화가 여러 잘 알려진 물리 법칙을 위반한다는 사실을 설명하기 위해, 벨리코프스키는 중력과 궤도역학을 상쇄하는 데 전자기력이 역할을 한다고 주장했다.

벨리코프스키가 가정한 구체적인 재앙 중 일부는 다음과 같다.
- 지구가 현재의 태양 궤도 이전에 한때 "원시-토성" 천체의 위성이었다는 잠정적인 제안.
- 대홍수(노아의 홍수)는 원시 토성이 신성 상태에 진입하여 질량의 많은 부분을 우주로 방출했기 때문이라는 주장.
- 행성 수성이 바벨탑 재앙에 연루되었다는 제안.
- 목성이 소돔과 고모라의 파괴를 초래한 재앙의 주요 원동력이었다는 주장.
- ("혜성 같은 금성"이 목성에서 분출되었다)와의 주기적인 근접 접촉이 출애굽 사건(기원전  1500 BCEc.)과 여호수아의 이후 "태양 정지" 사건(여호수아 10:12–13)을 야기했다는 주장.
- 화성과의 주기적인 근접 접촉이 기원전 8세기와 7세기에 혼란을 야기했다는 주장.

위에서 언급했듯이, 벨리코프스키는 이 자료의 넓은 범위를 1940년대 초반에 구상했다. 그러나 그의 생애 동안, 그는 자신의 아이디어의 세부 사항을 계속 연구하고 확장하며 강의했지만, 책의 형태로 대중에게 자신의 작품 중 일부만 발표했다.
- 《충돌하는 세계》(1950)는 "금성"과 "화성" 재앙에 대한 문학적 및 신화적 기록을 다루었다.
- 그의 수정된 연대기 중 일부는 《혼돈의 시대》(1952), 《바다의 사람들》(1977), 《람세스 2세와 그의 시대》(1978)로 출판되었다. (관련 논문인 《오이디푸스와 아크나톤》(1960)은 파라오 아크나톤이 그리스 신화 속 인물 오이디푸스의 원형이었다는 주장을 제기했다.)
- 《격변하는 지구》(1955)는 전 지구적 자연 재앙에 대한 지질학적 증거를 다루었다.

벨리코프스키의 초기 토성/수성/목성 사건에 대한 아이디어는 출판되지 않았으며, 이용 가능한 보관된 원고는 훨씬 덜 발전되어 있다.
벨리코프스키의 연구 중 가장 적게 발표된 것은 전자기학이 궤도역학에 역할을 한다는 그의 믿음에 관한 것이다. 그는 1946년 모노그래프 《중력 없는 우주》에서 제안했던 내용에서 물러난 것으로 보이지만, 《천문학자와 무덤 파는 사람》에서는 그러한 후퇴가 명확히 나타나지 않는다. 벨리코프스키가 대학 도서관에 비치하고 과학자들에게 보낸 《중력 없는 우주》는 그의 나중 천문학 주장에 대한 천문학자들과 물리학자들의 적대적인 반응을 촉발한 원인일 가능성이 높다. 그러나 랄프 위르겐스(사망), 얼 밀턴(사망), 왈 쏜힐(사망), 도널드 E. 스콧과 같은 다른 벨리코프스키 열성 지지자들은 별이 내부 핵융합이 아니라 은하 규모의 전기 방전 전류에 의해 동력을 얻는다고 주장해왔다. 이러한 아이디어는 일반적인 문헌에서는 지지를 받지 못하며 과학계에서는 유사과학으로 거부된다.

## 수정된 연대기
벨리코프스키는 이집트 소티스 연대 측정과 마네토의 왕 목록에 기반한 근동과 고전 세계의 전통적인 연대기가 전적으로 결함이 있다고 주장했다. 이것이 성경 기록과 주변 문화 기록 사이의 명백한 상관관계 부재의 원인이었으며, 또한 그리스 및 다른 지역의 수수께끼 같은 "암흑기"의 원인이었다. 벨리코프스키는 이집트 옛 왕국부터 프톨레마이오스 시대까지의 여러 연대기와 왕조를 수백 년 이동시켰고(그는 이 계획을 수정 연대기라고 불렀다), 출애굽을 이집트 중왕국의 멸망과 동시대로 놓았다. 그는 알렉산드로스 대왕 시대까지 이르는 수많은 다른 동시성들을 제안했다. 그는 이것들이 환상적인 "암흑기"를 제거하고, 성경적 역사 기록과 헤로도토스가 기록한 것들을 정당화한다고 주장했다.
이러한 생각들은 그의 논문인 고대사 재건을 위한 논제에서 간략하게 제시되었지만, 《혼돈의 시대》는 이 주제에 대한 그의 첫 번째 장편 작품이었다. 이어서 《오이디푸스와 아크나톤》, 《바다의 사람들》, 《람세스 2세와 그의 시대》가 나왔고, 그의 사망 당시에는 출판되지 않았지만 현재 벨리코프스키 아카이브 온라인에서 이용 가능한 두 편의 작품인 《아시리아 정복》과 《그리스의 암흑기》가 있다.
주류 역사가들에게는 거부되었지만, 이러한 아이디어는 데이비드 롤과 피터 제임스와 같은 다른 저자들에 의해 발전되었는데, 이들 또한 자신들의 수정된 연대기를 시도했다.

## 수용

### 벨리코프스키주의
벨리코프스키는 1960년대와 1970년대에 수많은 추종자들을 이끌었다.
알프레드 데 그라지아는 1963년 자신의 저널인 《아메리칸 비헤이비어럴 사이언티스트》의 한 호를 벨리코프스키에게 헌정했으며, 이는 1966년 《벨리코프스키 사건 – 과학주의 대 과학》이라는 책으로 확장 출판되었다.
《스켑티컬 인콰이어러》는 데 그라지아의 후속 저서인 《코스믹 이단자들》(1984)에 대한 서평에서 데 그라지아의 노력이 1970년대 벨리코프스키의 지속적인 인지도를 책임지고 있을 수 있다고 시사한다.
학제간 연구회(Society for Interdisciplinary Studies, SIS)는 "현대 격변설 학자들, 특히 논란이 많은 임마누엘 벨리코프스키 박사의 연구에 대한 관심이 증가함에 따라 1974년에 설립되었다". 학제간 연구 학회(Institute for the Study of Interdisciplinary Sciences, ISIS)는 1985년에 SIS에서 분리되어 데이비드 롤의 지휘 아래 설립되었는데, 롤은 벨리코프스키의 개정된 연대기를 거부하고 자신만의 "신 연대기"를 지지하게 되었다.
《크로노스: 학제간 종합 학술지》는 1975년에 명백히 "벨리코프스키의 연구를 다루기 위해" 창간되었다. 《펜세: 재고된 임마누엘 벨리코프스키》는 1972년부터 1975년까지 10호가 발행되었다.
벨리코프스키를 둘러싼 논쟁은 1970년대 중반에 절정에 달했고 1980년대에는 대중의 관심이 줄어들었으며, 1984년에는 한때 벨리코프스키주의자였던 C. 르로이 엘렌베르거가 벨리코프스키 격변설의 강력한 비판자가 되었다. 데이비드 탈봇과 같은 일부 벨리코프스키주의 출판물과 저자들은 2000년대에도 활동을 계속하고 있다.

### 비판
벨리코프스키의 사상은 주류 학계에서 (종종 격렬하게) 거부되었으며, 그의 연구는 일반적으로 모든 세부 결론에서 오류가 있는 것으로 간주된다. 더욱이 학자들은 그의 비정통적인 방법론(예를 들어, 비교 신화를 사용하여 천체 역학 시나리오를 도출하는 것)을 결론에 도달하는 용납할 수 없는 방법으로 간주한다. 스티븐 제이 굴드는 벨리코프스키에 대한 주류의 반응을 다음과 같이 요약했다. "벨리코프스키는 괴짜도 사기꾼도 아니다. 하지만 내 의견을 말하고 내 동료 중 한 명의 말을 인용하자면, 그는 적어도 화려하게 틀렸다... 벨리코프스키는 고대 전설의 문자적 정확성을 구하기 위해 천체역학의 과학을 재건하려 했다."
벨리코프스키의 베스트셀러이자 결과적으로 가장 비판받은 책은 《충돌하는 세계》이다. 천문학자 할로 섀플리는 세실리아 페인가포슈킨과 같은 다른 학자들과 함께 맥밀런의 출판 결정에 대해 매우 비판적이었다. 천문학계에서 이 책에 대한 근본적인 비판은 그 천체 역학이 물리적으로 불가능하며, 에너지 보존 법칙과 각운동량 보존 법칙에 부합하지 않는 행성 궤도를 요구한다는 것이었다.
벨리코프스키는 자신의 책 《천문학자와 무덤 파는 사람》에서 자신의 천체역학에 대한 비판을 막기 위해 《충돌하는 세계》의 원래 부록을 제거했다고 설명하며, 자신의 아이디어의 장점은 비교 신화와 문학 자료 사용만을 바탕으로 평가되기를 바랐다. 그러나 이 전략은 그를 보호하지 못했다. 그 부록은 1940년대 후반에 그가 섀플리 등에게 이미 배포했던 《중력 없는 우주》 모노그래프의 확장판이었고, 그들은 그 안에 있는 물리학을 터무니없다고 생각했다.
1974년까지 벨리코프스키의 연구를 둘러싼 논쟁은 미국 사회에 스며들어 미국 과학 진흥 협회가 이 상황을 해결해야 한다고 느꼈고, 그들은 이전에 UFO와 관련하여 그랬듯이, 벨리코프스키 자신과 칼 세이건 교수를 포함한 과학 세션을 벨리코프스키에게 할애했다. 세이건은 벨리코프스키의 아이디어에 대한 비판을 제시했다(세이건 비판의 책 버전은 강연에서 제시된 것보다 훨씬 길다; 아래 참조). 그의 비판은 《과학자들, 벨리코프스키에 맞서다》와 수정 및 개정된 버전으로 책 《브로카의 뇌》에서 볼 수 있다.
1980년대에 들어서야 밥 포레스트가 신화 및 문학 자료 사용 측면에서 《충돌하는 세계》에 대한 매우 상세한 비판을 발표했다(아래 참조). 1974년에는 제임스 피튼이 벨리코프스키의 신화 해석에 대한 간략한 비판을 발표했는데(벨리코프스키와 그의 옹호자들은 이를 무시했다), 그의 비판은 다음과 같이 시작되었다. "벨리코프스키의 신화 사용은 적어도 세 가지 중요한 면에서 부적절하다. 첫째는 모든 신화를 독립적인 가치를 가진 것으로 취급하는 경향이고, 둘째는 자신의 논지와 일치하는 자료만 취급하는 경향이며, 셋째는 그의 매우 비체계적인 방법이다." 20세기 후반 논쟁의 입장에 대한 간략한 분석은 벨리코프스키 박사의 전 동료이자 크로노스 편집자였던 C. 르로이 엘렌베르거가 그의 《벨리코프스키로부터의 교훈》에서 제시했다.
최근에는 빙하 코어 연구 (그린란드 다이-3 및 보스토크 코어 등)에서 지지 자료가 없는 점이 후기 홀로세 기간 내에 제안된 규모의 전 지구적 재앙 발생 주장에 대한 모든 근거를 제거했다. 그러나 나무 나이테 전문가 마이크 베일리는 《충돌하는 세계》의 불가능한 측면을 제외하고 벨리코프스키에게 공로를 인정하며 다음과 같이 말했다. "그러나 벨리코프스키의 모든 측면에 동의하는 것은 아니다. 벨리코프스키는 고대 문헌이 비교적 최근의, 인류 문명 기간 내에 발생한 혜성, 운석 및 혜성 먼지의 영향을 포함하는 격변적인 사건에 대한 단서를 담고 있다는 주장에서 거의 확실히 옳았다... 그러나 근본적으로 벨리코프스키는 혜성에 대해 아무것도 이해하지 못했다... 그는 상대적으로 작은 물체로 인한 위험에 대해 알지 못했다... 혜성과 소행성의 힘을 인식하지 못한 이러한 실패는 우리가 벨리코프스키로 돌아가 금성과 화성이 지구에 근접하게 지나갔다는 물리적으로 불가능한 모든 내용을 삭제하는 것이 합리적이라는 것을 의미한다... 다시 말해, 우리는 그의 주요 논문, 즉 지구가 특히 기원전 2천년에 천체로부터 극적인 사건을 겪었다는 주장에 도달할 수 있다."
벨리코프스키의 수정된 연대기는 거의 모든 주류 역사가와 이집트학자들에게 거부되었다. 초기 비평가들부터 벨리코프스키의 증거 자료 사용이 종종 매우 선택적이라는 주장이 제기되었다. 1965년에 선도적인 설형문자 전문가인 아브라함 작스(Abraham Sachs)는 브라운 대학교에서 열린 포럼에서 벨리코프스키의 메소포타미아 설형문자 자료 사용을 불신했다. 벨리코프스키는 작스의 공격을 결코 반박할 수 없었다. 1978년, 벨리코프스키의 《혼돈의 시대》 시리즈의 추가 권이 오랫동안 연기된 끝에 출판된 후, 영국에 기반을 둔 학제간 연구회는 글래스고에서 수정된 연대기를 토론하기 위한 회의를 특별히 조직했다. 피터 제임스, 존 빔슨, 제프리 개몬, 데이비드 롤 등을 포함한 학자들의 최종 결론은 수정된 연대기가 유지될 수 없다는 것이었다. SIS는 이러한 지속적인 논의의 업데이트, 특히 역사학자 에멧 스위니의 연구를 계속 출판해왔다.
제임스는 벨리코프스키가 "이집트 연대기에 도전하여 해결책을 제시했다"는 공로를 인정하면서도, 벨리코프스키의 연대기 내용에 대해 "재앙적으로 극단적"이며 "해결하고자 했던 문제보다 훨씬 심각한 새로운 문제들을 야기했다"고 혹독하게 비판하며, "벨리코프스키는 고고학에 대해 거의 이해하지 못했으며 층서학에 대해서는 전혀 알지 못했다"고 주장했다.
바우어는 벨리코프스키가 기껏해야 가능할 뿐인 해석을 독단적으로 주장한다고 비난하며, 《혼돈의 시대》에서 여러 예를 제시한다.

## "벨리코프스키 사건"
평론가들은 갈등 자체에 대한 분석을 수행했다. 그 중에는 《아메리칸 비헤이비어럴 사이언티스트》 잡지의 연구가 있었는데, 결국 《벨리코프스키 사건 – 과학주의 대 과학》이라는 책으로 출판되었다. 이 연구는 학문 분야가 외부인의 아이디어에 어떻게 반응하는지라는 측면에서 논의를 구성하며, 학문 분야 간의 경계를 넘는 것을 허용하지 않으려는 학문적 반감이 있다고 주장했다. 더 최근에는 메릴랜드 대학교 역사학 교수인 제임스 길버트(James Gilbert)가 벨리코프스키의 동맹자인 호레이스 칼렌(Horace Kallen)과 할로 섀플리 사이의 지적 경쟁에 초점을 맞춘 설명으로 이러한 전통적인 버전에 도전했다. 앞서 헨리 바우어는 "벨리코프스키의 주장의 본질과 타당성을 먼저 고려해야만 그 사건이 과학에서 새로운 아이디어의 수용을 조명할 수 있는지 판단할 수 있다..."라고 지적하며 벨리코프스키 사건이 과학자들이 새로운 아이디어에 저항하는 것을 보여준다는 견해에 이의를 제기했다. 그리고 같은 근거로 키스 딕슨은 사회학자들이 이 사례를 다루는 방식이 모든 의견을 이념적으로 동기화된 것으로 설명하려는 사회학의 광범위하고 건강하지 못한 경향의 한 예시라고 주장했다.
과학 언론은 대체로 벨리코프스키에게 비판에 반박할 기회를 주지 않았다. 벨리코프스키는 이것이 그를 "억압된 천재"로 만들었다고 주장했으며, 자신을 16세기 이단 수도사 조르다노 브루노에 비유했는데, 브루노는 자신의 신념 때문에 화형당했다.
벨리코프스키의 출판물이 야기한 논란은 20세기 후반 격변설 운동을 부활시키는 데 도움이 되었을 수도 있지만, 이 분야에서 일하는 일부 사람들은 소위 벨리코프스키 사건의 부정적인 측면 때문에 실제로 발전이 지연되었다고 주장하기도 한다.

## 저서
| 제목                                    | 연도      | 출판사        | ISBN              | 비고                                     |
| --------------------------------------- | --------- | ------------- | ----------------- | ---------------------------------------- |
| 충돌하는 세계                           | 1950      | 맥밀런 출판사 | 978-1-906833-11-4 | 원판                                     |
| 충돌하는 세계                           | 1950      | 더블데이      | 978-1-906833-11-4 | 새로운 출판사로 이관                     |
| 충돌하는 세계                           | 2009      | 파라디그마    | 978-1-906833-11-4 | 재판                                     |
| 혼돈의 시대: 출애굽부터 아크나톤 왕까지 | 1952      | 더블데이      | 978-1-906833-13-8 | 초판                                     |
| 혼돈의 시대: 출애굽부터 아크나톤 왕까지 | 2009      | 파라디그마    | 978-1-906833-51-0 | 재판                                     |
| 격변하는 지구                           | 1955      | 더블데이      | 978-1-906833-12-1 | 초판                                     |
| 격변하는 지구                           | 2009      | 파라디그마    | 978-1-906833-52-7 | 재판                                     |
| 오이디푸스와 아크나톤                   | 1960      | 더블데이      | 978-1-906833-18-3 | 초판                                     |
| 오이디푸스와 아크나톤                   | 2018      | 파라디그마    | 978-1-906833-58-9 | 재판                                     |
| 바다의 사람들 (혼돈의 시대)             | 1977      | 더블데이      | 978-1-906833-15-2 | 초판                                     |
| 바다의 사람들 (혼돈의 시대)             | 2011      | 파라디그마    | 978-1-906833-55-8 | 재판                                     |
| 람세스 2세와 그의 시대 (혼돈의 시대)    | 1978      | 더블데이      | 978-1-906833-14-5 | 초판                                     |
| 람세스 2세와 그의 시대 (혼돈의 시대)    | 2010      | 파라디그마    | 978-1-906833-54-1 | 재판                                     |
| 기억 상실 속의 인류                     | 1982      | 더블데이      | 978-1-906833-16-9 | 초판                                     |
| 기억 상실 속의 인류                     | 2010      | 파라디그마    | 978-1-906833-56-5 | 재판                                     |
| 천문학자와 무덤 파는 사람               | 1983      | 윌리엄 모로우 | 978-1-906833-17-6 | 초판                                     |
| 천문학자와 무덤 파는 사람               | 2012      | 파라디그마    | 978-1-906833-57-2 | 재판                                     |
| 태초에                                  | 2020      | 파라디그마    | 978-1-906833-50-3 | 또한 벨리코프스키 아카이브에서 이용 가능 |
| 그리스 암흑기 (혼돈의 시대)             | 2023      | 파라디그마    | 978-1-906833-59-6 | 또한 벨리코프스키 아카이브에서 이용 가능 |
| 아시리아 정복 (혼돈의 시대)             | 사후 출판 | 미출판        | 원고              | 벨리코프스키 아카이브에서 이용 가능      |

## =인용
1. ↑  임마누엘 벨리코프스키 - 브리태니커 백과사전 (다음백과 미러)
2. ↑  Goodman, George (1979년 11월 18일). “Immanuel Velikovsky, Who Wrote 'Worlds in Collision,' Is Dead at 84”. 《The New York Times》.
3. ↑  Bader, Christopher D. (2014년 8월 1일). 《The Pseudo-Science Wars: Immanuel Velikovsky and the Birth of the Modern Fringe》. 《Nova Religio》 18. 123–125쪽. doi:10.1525/nr.2014.18.1.123.
4. ↑  “Dr. Immanuel Velikovsky - Scientist”. 2008년 8월 22일에 원본 문서에서 보존된 문서. (quoted on website of Ruth Velikovsky Sharon)
5. ↑  Gordin, Michael D. (2012). 《The Pseudoscience Wars: Immanuel Velikovsky and the Birth of the Modern Fringe》. Chicago, London: University of Chicago Press. ISBN 978-0-226-30442-7.
6. ↑  “Johann Gottlieb Radlof — The Velikovsky Encyclopedia”. Velikovsky.info. 2010년 6월 3일에 확인함.
7. ↑  Clube, S. V. M. and Bill Napier 1984. Velikovskians In Collision. Quadrant (Sydney). Jan.-Feb., pp. 33–34; reprinted in Kronos vol. IX, no. 3, 1984. pp. 44–49.
8. ↑  Trevor Palmer, Perilous Planet Earth: Catastrophes and Catastrophism through the Ages, Cambridge University Press, ISBN 0-521-81928-8. pp. 116–119.
9. ↑  Morrison, David (2001). Velikovsky at Fifty: Cultures in Collision on the Fringes of Science. Skeptic, 9 (1), 62–76; reprinted in Shermer, Michael (editor) (2002). The Skeptic Encyclopedia of Pseudoscience, Santa Barbara, Calif. ISBN 1-57607-653-9. 473–488.
10. ↑  Cohen, Daniel (1967). Myths of the Space Age, Dodd Mead. LCCN 67-25108. Chap. VIII, Immanuel Velikovsky — the Man Who Challenged the World, pp. 172–94.
11. ↑  Gordon, Theodore J. (1966). Ideas in Conflict, St. Martin's Press. LCCN 66-23261. Chap. 2, The Miracles of Exodus, pp. 18–48.
12. ↑  Fair, Charles (1974). The New Nonsense: The End of the Rational Consensus, Simon and Schuster. ISBN 0-671-21822-0. Chap. viii, Speaking of Flying Objects ..., pp. 139–86.
13. ↑  Bauer, Henry H. (1992). The Velikovsky Affair Aeon, 2 (6), 75–84. Homestead.com This article, a comprehensive overview, originally appeared in Dec. 1988 La Recherche, pp. 1448–55.
14. ↑  Bauer, Henry H. (1996). Velikovsky, Immanuel, in Gordon Stein (editor), The Encyclopedia of the Paranormal. Prometheus Books. ISBN 1-57392-021-5. pp. 781–788.
15. ↑  Grove, J. W. (1989). In Defence of Science: Science, technology, and politics in modern society, University of Toronto Press. ISBN 0-8020-2634-6. Chap. 5, Pseudo-science, pp. 120–50; adapted from Grove, J. W. (1985). Rationality at Risk: Science against Pseudoscience. Minerva, 23 (2), 216-40.
16. ↑  Karpel, Dalia (2013). “The Tel Aviv Psychiatrist Who Became a Cultural Hero in America”. 《Haaretz》.
17. ↑  “Elisheva Velikovsky”. 《The Velikovsky Encyclopedia》. 2025년 3월 22일에 확인함.
18. ↑  Velikovsky, I. "The Dreams Freud Dreamed" Psychoanalytic Review Vol. 28 pp. 487–511 (October, 1941), Varchive.org
19. ↑  Velikovsky, Immanuel (1983). Stargazers and Gravediggers, William Morrow & Co. ISBN 0-688-01545-X. p. 63.
20. ↑  Sharon, Ruth Velikovsky: "Aba: The Glory and the Torment. The Life of Dr. Immanuel Velikovsky" McGraw Hill, 1995
21. ↑  Duane Vorhees, "The Early Years: Part Two", Aeon III:1 (Nov 1992). See also the Web site of Ruth Velikovsky Sharon 보관됨 2007-09-29 - 웨이백 머신
22. ↑  Vorhees, Duane (1996). Aeon, 4 (2), 107-11.
23. ↑  Ellenberger, Leroy (1996). Journal of Scientific Exploration, 10 (4), 561-9., UGA.edu
24. ↑  Moore, Brian (1997). Chronology & Catastrophism Review 1997 (2), 51.
25. ↑  The Immanuel Velikovsky Archive
26. ↑  Princeton University Library 보관됨 2006-05-12 - 웨이백 머신 Current listing (less detail): Immanuel Velikovsky Papers
27. ↑  See Varchive.org for a list
28. ↑  Velikovsky, Immanuel (1942). Affidavit, November 23.
29. ↑  Collected at Varchive.com
30. ↑  Velikovsky penned a weekly political column under the moniker "Observer" in the New York Post November 25, 1947– June 23, 1949, Varchive.org
31. ↑  Sieff, M "Velikovsky and his Heroes" Society for Interdisciplinary Studies Review Vol. V, issue 4 (1984)
32. ↑  Vorhees, Duane. (1990). The "Jewish Science" of Immanuel Velikovsky: Culture and Biography as Ideational Determinants. Dissertation, Bowling Green State University.
33. ↑  Velikovsky, Immanuel 1983. Stargazers and Gravediggers. William Morrow and Co. ISBN 0-688-01545-X. Footnote, p. 165, indicates no retreat and states "Gravitation is an electromagnetic phenomenon."
34. ↑  Bauer, Henry H. 1984. Beyond Velikovsky: The History of a Public Controversy. University of Illinois Press. ISBN 0-252-01104-X. p. 233.
35. ↑  Ellenberger, C. Leroy 1985. sec. "Electric Stars" in "Still Facing Many Problems (Part II)", Kronos X (3), pp. 15–23.
36. ↑  Thompson, Tim 2001. "On the 'Electric Sun' Hypothesis". Thompson is a physicist retired from the Jet Propulsion Laboratory.
37. ↑  Bridgman, W. T. 2008. "The Electric Sky, Short-Circuited" 보관됨 2009-09-19 - 웨이백 머신. Bridgman is an astrophysicist at NASA-Goddard Spaceflight Center in Greenbelt, Maryland.
38. ↑  Bauer, Henry H. (1985), “Inside the Velikovsky Affair” (PDF), 《스켑티컬 인콰이어러》 9 (3): 284–288.
39. ↑  Gould, Stephen Jay, Velikovsky in Collision
40. ↑  Sagan, Carl (1977). An Analysis of Worlds in Collision, in Goldsmith, Donald (editor) (1977). Scientists Confront Velikovsky. Cornell University Press. ISBN 0-8014-0961-6. pp. 41–104.
41. ↑  Here is an example of the reworking of the text between 1977 and 1979: "My own position is that even if twenty percent of the legendary concordances which Velikovsky produces are real, there is something important to be explained ... Likewise, we should not be surprised if a few elements of a few legends are coincidentally identical. But I do not believe that all of the concordances which Velikovsky produces can be explained away in this manner" (1977, pp. 48–50), compared with "My own position is that if even 20 percent of the legendary concordances that Velikovsky produces are real, there is something important to be explained ... Likewise, we should not be surprised if a few elements of a few legends are coincidentally identical. But I believe that all of the concordances Velikovsky produces can be explained away in this manner" (1979, pp. 86–88).
42. ↑  Fitton, James (1974). Velikovsky Mythistoricus. Chiron, I (1&2), 29–36; excerpts at UGA.edu
43. ↑  A Lesson from Velikovsky
44. ↑  Baillie, Mike (1999). Exodus to Arthur: Catastrophic Encounters with Comets, B.T. Batsford Ltd.; London. ISBN 0-7134-8352-0. Chap. 12, Velikovsky Revisited, pp. 166–180 (170–172).
45. ↑  Albright, William 1952. New York Herald Tribune Book Review April 20. Retelling the Near East's Ancient History. p. 6.
46. ↑  Kaempffert, Waldemar, "Solomon, the Queen of Sheba, and the Egypt of Exodus" (abstract with subscriber access to full PDF), New York Times Book Review p. 23, April 20, 1952. Digital link retrieved 2015-07-18.
47. ↑  Stiebing, Jr., William H. 1984. Cosmic Catastrophism, Chap. III, in Ancient Astronauts, Cosmic Collisions Prometheus Books. ISBN 0-87975-260-2. pp. 57–80.
48. ↑  Transcript in Aeon 1992, Vol.3 No.1, pp. 103–5. Also "Address of Abraham Sachs at Brown University, 3/15/65"; provided by Leroy Ellenberger via abob.libs.uga.edu. Retrieved 2016-03-05.
49. ↑  Ellenberger, Leroy 1992. Aeon 3 (1), section "Bonanza from Brown" in "Of Lessons, Legacies, and Litmus Tests: A Velikovsky Potpourri (Part One)", pp. 88–90. "Velikovsky confronted a panel of four professors [at Brown University on March 15, 1965]: Leon N. Cooper (physics), Bruno J Giletti (geology), Charles Smiley (astronomy) and Abraham J. Sachs (history of mathematics) [who was substituting for 오토 노이게바우어 ], moderated by Henry Kučera (linguistics). In the event, Velikovsky debated the first three handily. He was stunned by Sachs whose address was both a rhetorical and substantive tour de force. Velikovsky's rebuttal began: 'Dr. Sachs threw so many accusations in that Philippic of his that I am at a difficulty to answer; but I invite Dr. Sachs to spend the hour and a half tomorrow at the meeting [at Diman House], and every one of you too, and point by point each of his statements will be proven wrong.' Unfortunately, Sachs did not show up the next day and Velikovsky did not even mention Sachs [according to the tape recording of the proceedings in the possession of Warner B. Sizemore who loaned it to Ellenberger March 31, 1979]. Curiously, Velikovsky's file for the Brown trip contains typed rebuttals to all the panelists except Sachs, for whom only partial, penciled notes exist—but later that year Velikovsky would reply to Kim J. Masters, a Princeton sophomore, within a week in The Daily Princetonian (Nov. 15, 1965) over a criticism of Oedipus and Akhnaton. Velikovsky's rebuttal to Masters was scathing, running the gamut from haggling over details to ad hominems.
50. ↑  "Ages in Chaos?'-Proceedings of the Residential Weekend Conference, Glasgow, 7th–9th April 1978" Society for Interdisciplinary Studies Review Vol. VI, issue 1/2/3 84pp (1982)
51. ↑  Bimson, "Finding the Limits of Chronological Revision" in "Proceedings of the SIS Conference: Ages Still in Chaos" Chronology & Catastrophism Review 2003
52. ↑  James, Peter, Preface from Centuries of Darkness
53. ↑  Bauer Beyond Velikovsky pages 158–60
54. ↑  Alfred de Grazia (편집.). “The Velikovsky Affair - Scientism Versus Science” (PDF). 2024년 6월 30일에 확인함.
55. ↑  Gilbert, James (1997). Redeeming Culture: American Religion in an Age of Science, University of Chicago Press. ISBN 0-226-29320-3. Chap. 8, Two Men of Science, pp. 170–97.
56. ↑  Bauer, Henry (1984). 《Velikovsky and Social Studies of Science》. 《4S Review》 2 (Sage Publications, Inc.). 2–8쪽. ISSN 0738-0526. JSTOR 690283.
57. ↑  Dixon, Keith (1980). The Sociology of Belief: Fallacy and Foundation. Routledge & Kegan Paul, London. pp. 73–76. ISBN 0-7100-0445-1
58. ↑  Velikovsky, I. The Acceptance of Correct Ideas in Science, Varchive.org
59. ↑  Velikovsky, I My Challenge to Conventional Views in Science, presented at the AAAS 1974 conference, Varchive.org
60. ↑  Velikovsky, I Claude Schaeffer, Varchive.org
61. ↑  Steel, Duncan (1995). Rogue Asteroids and Doomsday Comets, John Wiley & Sons. ISBN 0-471-30824-2. p. 155.
62. ↑  Morrison, David (2001). Velikovsky at Fifty: Cultures in Collision on the Fringes of Science. Skeptic, 9 (1), 62–76; reprinted in Shermer, Michael (editor) (2002). The Skeptic Encyclopedia of Pseudoscience, Santa Barbara, Calif. ISBN 1-57607-653-9. 473–488. Morrison quotes several scientists who embrace the latter view, including Walter Alvarez, David Raup, Richard Muller, Jay Melosh, Peter Ward, and Don Yeomans. This survey confirms the hunch expressed by Morrison and Clark R. Chapman in Chapter 13 "Catastrophism Gone Wild: The Case of Immanuel Velikovsky" in Cosmic Catastrophes (1989), pp. 183–96.